# Isabel Noronha
Isabel Helena Vieira Cordato de Noronha (Lourenço Marques, 18 de marzo de 1964) es una directora de cine y psicóloga mozambiqueña.

## Biografía
Noronha nació en 1964 en Lourenço Marques (actual Maputo), en Mozambique, durante el período colonial portugués. Hija de madre mozambiqueña y de padre médico nacido en Goa durante el dominio portugués.
En 1984, Noronha inició su carrera cinematográfica en el Instituto Nacional de Cine, donde trabajó como asistente de producción, asistente de dirección, editora de continuidad, directora de producción y finalmente como directora, aprendiendo el oficio con otros cineastas y técnicos mozambiqueños, en la práctica de Kuxa kanema (la práctica del gobierno de presentar las noticias en rollos de película para que pudieran distribuirse por todo el país, ya que las personas no tenían televisores y no había salas de cine). Aquí creó sus dos primeros documentales, Hosi Katekisa Moçambique y Manjacaze.
En 1986, el gobierno dejó de financiar el Instituto Nacional de Cine y muchos cineastas se encontraron desempleados. Noronha comenzó a trabajar como cineasta independiente y se convirtió en una de las fundadoras de la primera cooperativa de video del gremio de directores de Mozambique, Coopimagem. En 1991 creó Así na Cidade (Érase una vez en la ciudad), un documental sobre niños soldados refugiados de guerra que venden periódicos en Maputo. Ese mismo estudió psicología en la Universidad Politécnica de Maputo. Terminó su licenciatura en psicología clínica en 2002 y luego pasó a estudiar psicoanálisis, psicología social y comunicaciones. En 2007 completó su máster en salud mental y trabajo social en la Universidad de León en España.
En 2003, Noronha comenzó a combinar su profesión de psicoterapeuta con su trabajo cinematográfico. Con la ayuda de una beca del fondo cinematográfico Amocine, rodó el documental Sonhos Guardados (Guarded Dreams). En 2007 realizó su primer largometraje, Ngwenya, o crocodilo (Ngwenya el Crocodilo), sobre el artista mozambiqueño Malangatana Ngwenya.

## Reconocimientos
En 2009, Noronha ganó el premio Mujer Creativa del Cineposible Film Festival por su película A mãe dos netos (La madre de los nietos). Ese mismo año, ganó el premio Janela para o Mundo a la mejor película documental por Ngwenya, o crocodilo, en el Festival de Cine de África, Asia y América Latina de Milán.

## Filmografía
- 1987: Manjacaze[8]
- 1987: Hosi Katekissa Moçambique
- 1992: Assim na Cidade
- 1995: Mães da Terra
- 2004: Sonhos Guardados
- 2007: Ngwenya, o Crocodilo[6]
- 2008: Trilogia das Novas Famílias
- 2008: Mãe dos Netos
- 2010: Espelho Meu (Espejito)[9]